# Luchtvervuiling

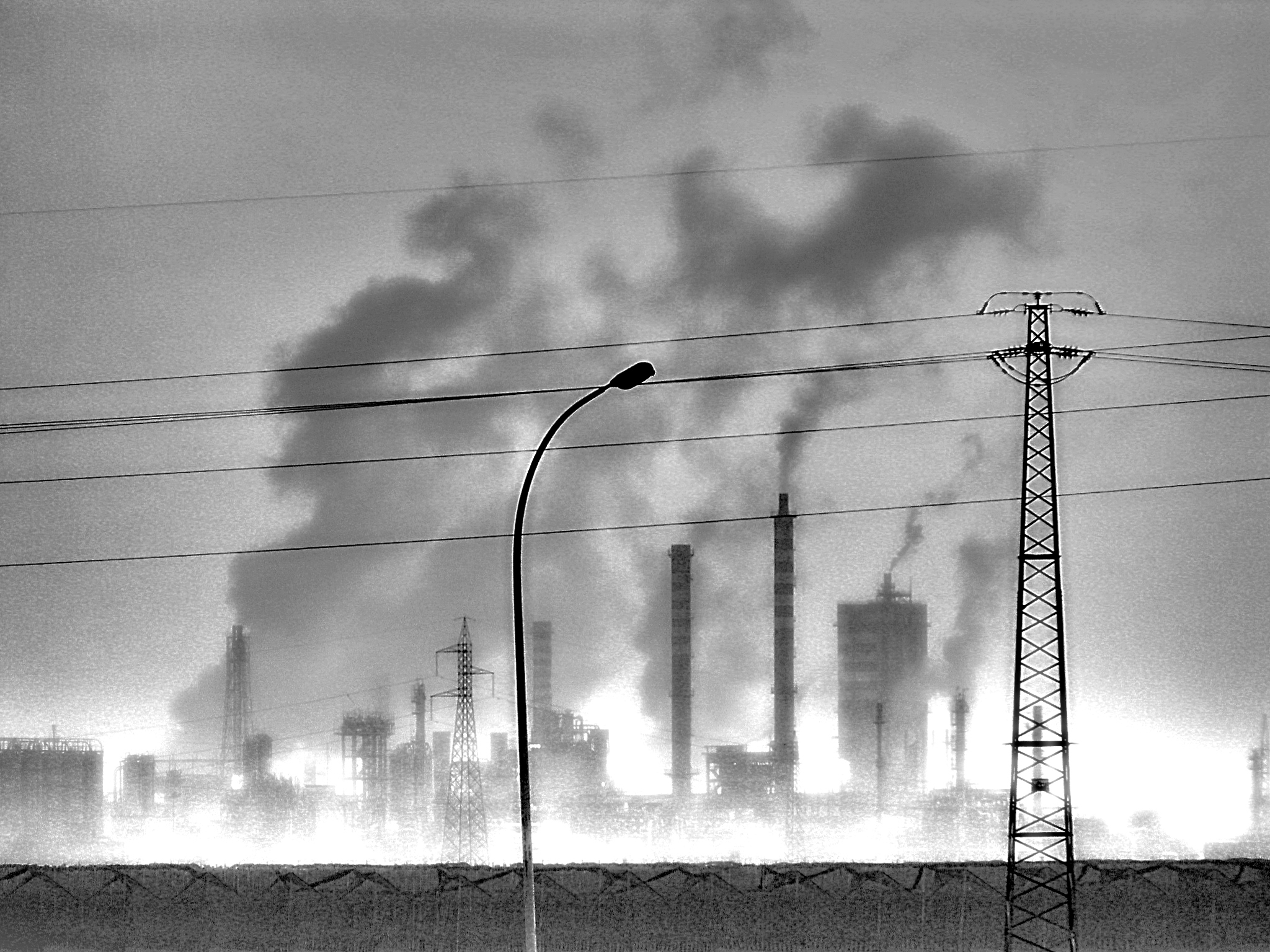
Luchtvervuiling door industrie, Italië

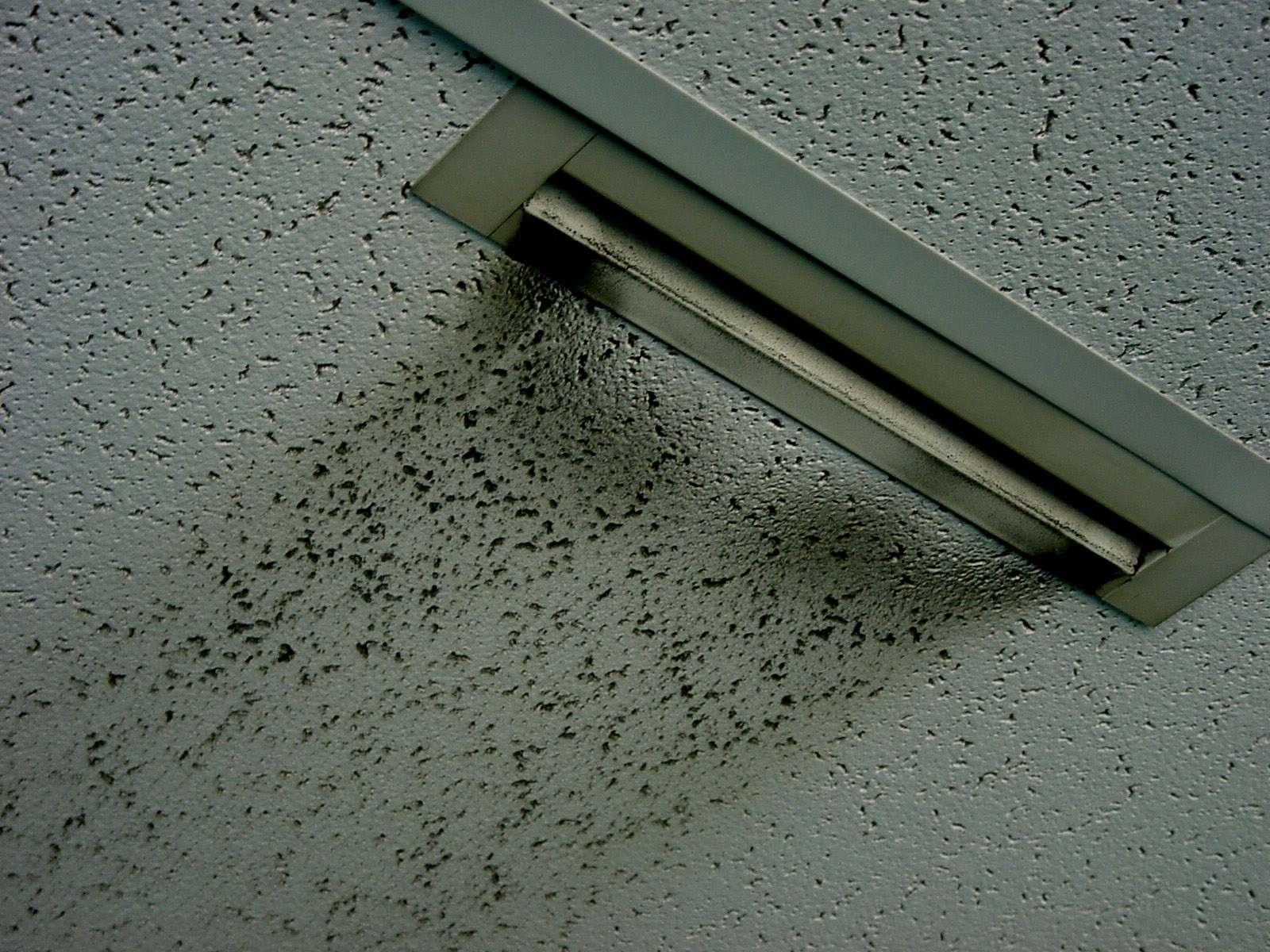
Sporen bij een luchtbehandelingssysteem

Luchtvervuiling of luchtverontreiniging treedt op wanneer schadelijke of overmatige hoeveelheden stoffen, waaronder gassen, deeltjes en biomoleculen, in de troposfeer van de aarde worden geïntroduceerd. Deze stoffen kunnen afkomstig zijn van natuurlijke bronnen of van menselijke bronnen.
Luchtvervuiling kan levende organismen zoals dieren en de plantengroei schaden, maar het kan ook gebouwen beschadigen. Zo was in Nederland luchtvervuiling door zwaveldioxide halverwege de twintigste eeuw de oorzaak van de epifytenwoestijnen. De vervuilende stoffen kunnen ook neerslaan in daarvoor gevoelige gebieden, zoals de stikstofdepositie in natuurgebieden.
Bij de mens kan luchtvervuiling ziekten, allergieën en zelfs de dood veroorzaken. In Europa is luchtvervuiling verantwoordelijk voor meer dan 500.000 vroegtijdige sterfgevallen per jaar, waarvan 9.380 in België en 10.970 in Nederland. Wereldwijd is luchtvervuiling verantwoordelijk voor 1 op de 8 doden.
Luchtvervuiling binnenshuis is evenzeer schadelijk voor de gezondheid. Recent onderzoek van U.S. Environmental Protection Agency wijst uit dat de concentratie van bepaalde vervuilende stoffen in de lucht binnenshuis 2 tot 5 keer hoger zijn dan in de buitenlucht.

## Vervuilende stoffen
Stoffen die in de atmosfeer terechtkomen als luchtvervuiling zijn bijvoorbeeld koolmonoxide, chloorfluorkoolstofverbinding, stikstofoxiden, ammoniak, zwaveldioxide en fijnstof. 
- Koolmonoxide (ook wel kolendamp genoemd) kan vrijkomen bij onvolledige verbranding, bijvoorbeeld in verbrandingsmotoren. Koolmonoxide is giftig, het heeft een verstikkend effect op mensen en dieren.
- Chloorfluorkoolstofverbindingen (de zogenaamde cfk's). De aardatmosfeer beschermt het leven op aarde door een gedeelte van de schadelijke straling die afkomstig is van de zon tegen te houden. Zo wordt het schadelijkste deel van de ultraviolette straling tegengehouden door de ozonlaag die zich op ongeveer 10-15 kilometer hoogte bevindt. De chloorfluorkoolstofverbindingen kunnen de ozonlaag aantasten. Deze verbindingen werden tot voor kort gebruikt als drijfgassen voor spuitbussen en als koelmiddel in oudere types koelkasten. Productie en gebruik van deze verbindingen zijn sinds enige jaren verboden. Zij zijn nu vervangen door verbindingen die minder schadelijk zijn voor de ozonlaag.
- Stikstofoxiden worden bij verbranding geproduceerd, vooral als deze bij hoge temperaturen verloopt. NOx wordt vaak gemeten, ook in het Landelijk Meetnet Luchtkwaliteit. Behalve dat het schadelijk is, wordt het ook gezien als een signaalstof, de hoeveelheid NOx die ergens wordt gemeten, is een indicatie voor allerlei andere vaak voorkomende luchtvervuiling.
- Vluchtige organische stoffen, waaronder koolwaterstoffen. Deze zijn afkomstig uit bijvoorbeeld benzine (verdampen bij tankstations, en komen uit slecht afgestelde automotoren), maar ook gebruikt als oplosmiddel voor bijvoorbeeld verf. Koolwaterstoffen en stikstofoxiden vormen onder invloed van zonlicht fotochemische smog, waarvan ozon een belangrijke component is. In de oceanen bevinden zich ook grote hoeveelheden methaanhydraat: de methaan kan incidenteel aan de oppervlakte ontsnappen.
- Zwaveldioxide ontstaat in grote hoeveelheden bij verbranding van kolen of bruinkool, maar ook in kleinere hoeveelheden bij verbranding van olieproducten. Bij fabrieken die grote hoeveelheden zwaveldioxide produceren wordt deze tegenwoordig grotendeels afgevangen en niet meer door de schoorsteen de atmosfeer ingeblazen (vroeger zag men nog weleens de karakteristieke gele rook uit sommige industriële schoorstenen).
- Ammoniak ontstaat door afbraak van eiwitten de overmaat aan stikstof uit het lichaam via de nieren afgevoerd in de vorm van ureum. In de lever wordt als tussenproduct het toxische ammoniak gevormd. De grootste bron van ammoniak wordt in Nederland gevormd door vee.
- Fijnstof (vooral roet) van bijvoorbeeld bosbranden, vulkanen, maar ook uit bijvoorbeeld verbrandingsmotoren is een vervuilende factor. Ook dit wordt er in moderne motoren soms uitgefilterd, bijvoorbeeld met een speciaal roetfilter. Verder geven rem- en bandenslijtage ook fijnstof af. De verwachting is dat als de roetfilters effectiever worden, deze andere bijdrage belangrijker zal worden. In stedelijke gebieden is verkeer de grootste bron van fijnstof. Naast roet is er enorm veel stof uit woestijnen, maar bijvoorbeeld ook al het gesteente dat door erosie zeer fijn gemaakt wordt, kan door winden zeer ver en hoog de atmosfeer reizen.

## Bronnen van luchtvervuiling

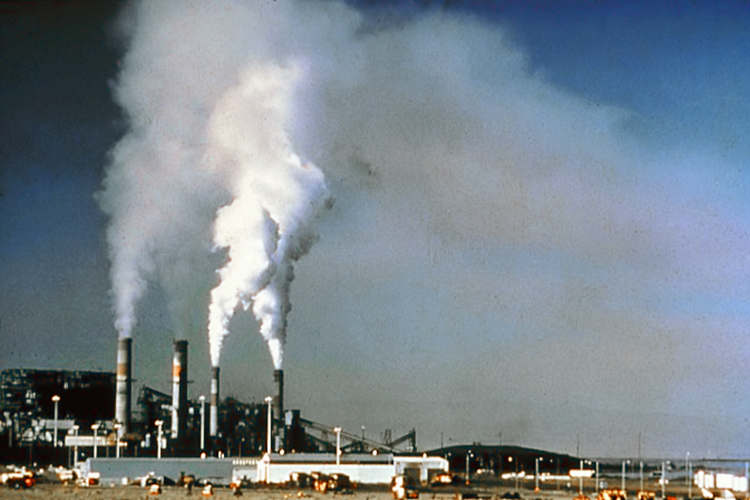
Luchtvervuiling door industrie

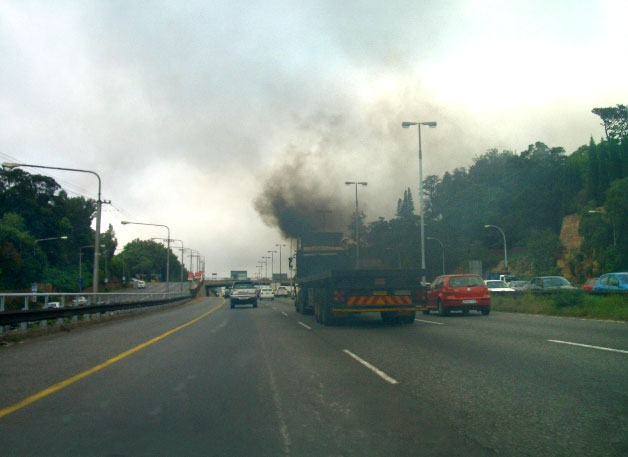
Luchtvervuiling door verkeer

### Gevolgen voor de gezondheid

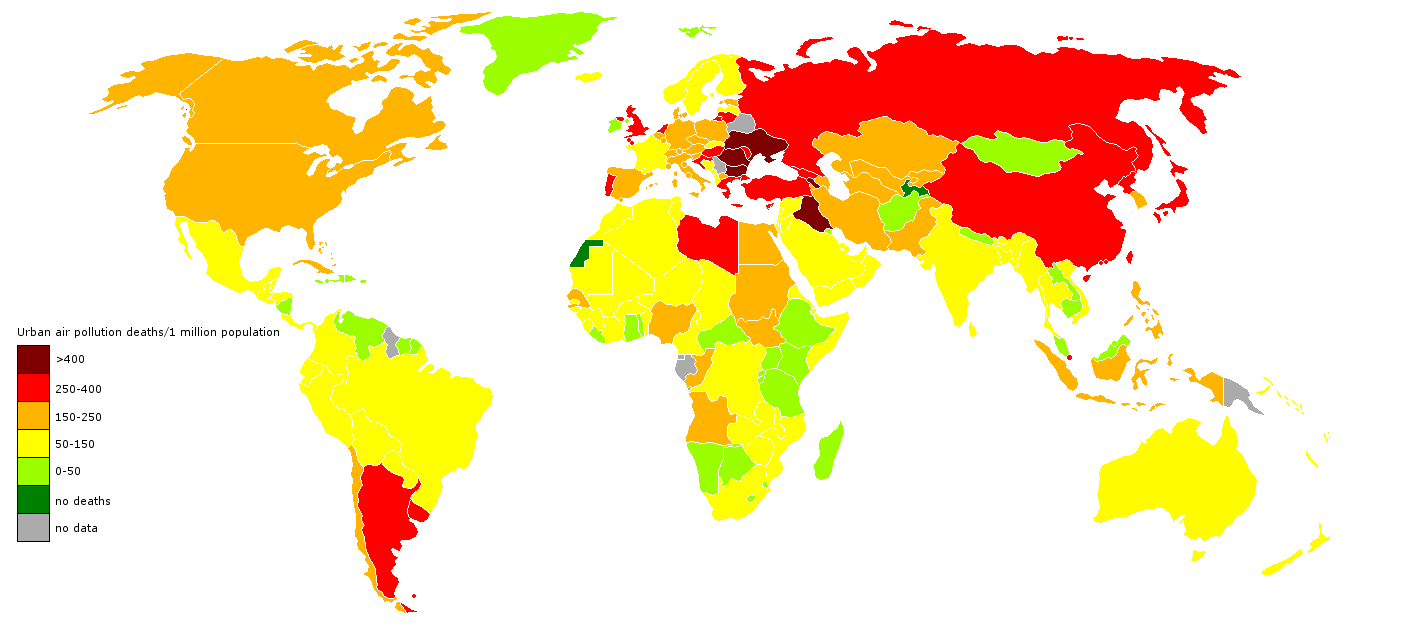
Doden door luchtvervuiling in 2004

## Verspreiding

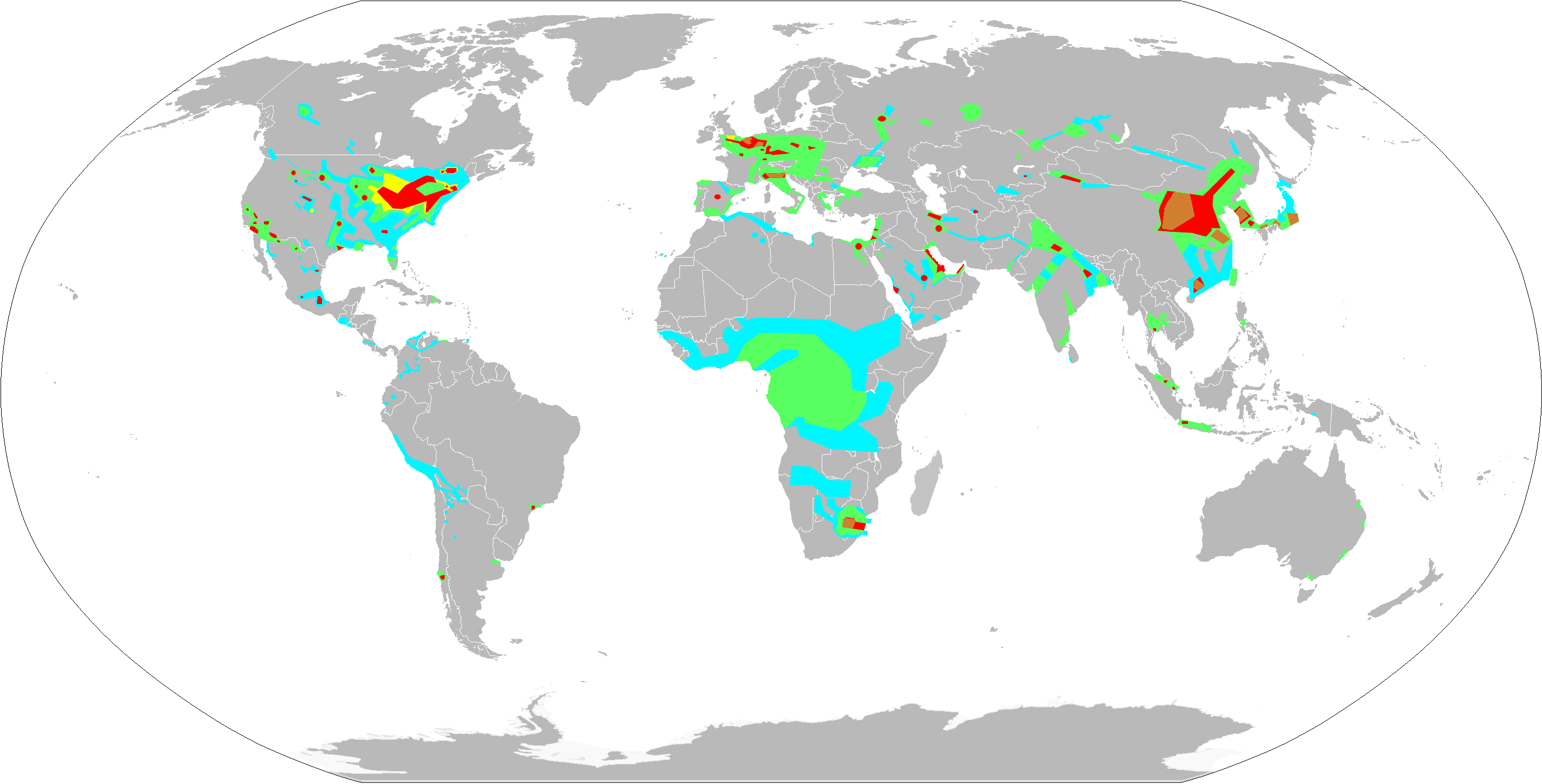
Concentraties stikstofdioxide, metingen aan de hand van satellietwaarnemingen tussen 2002 en 2004

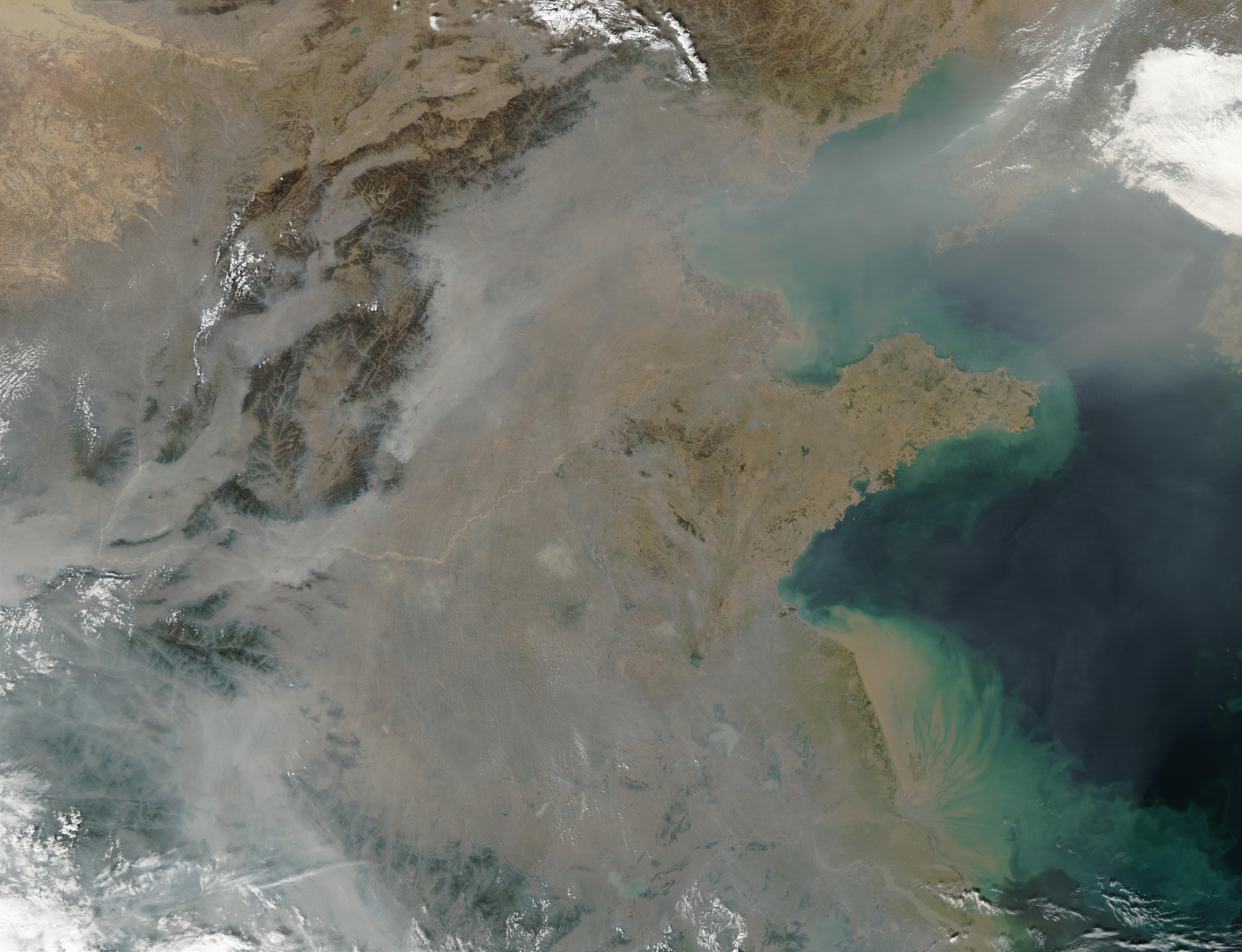
Luchtvervuiling boven het oosten van China
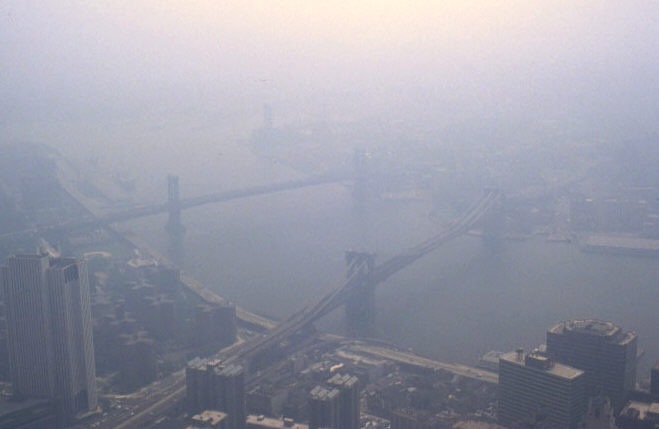
Smog boven New York, 1988
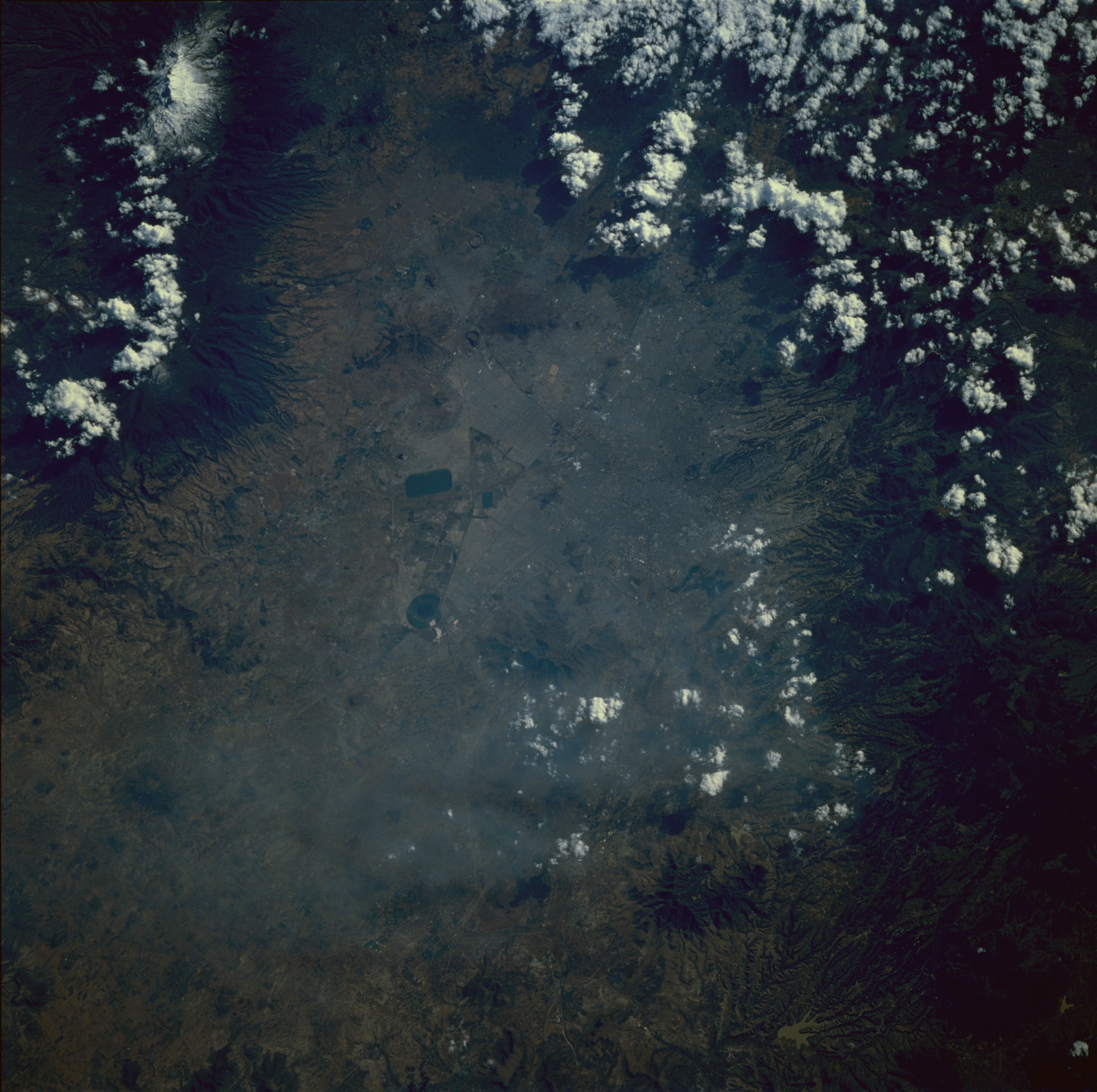
Smog boven Mexico-Stad, 1985